# Wind It Up
Wind It Up è una canzone della cantante statunitense Gwen Stefani, scritta dal rapper Pharrell Williams. Il singolo precede l'uscita dell'album The Sweet Escape, uscito nel 2006, in cui poi è stato inserito. La canzone fa uso nel ritornello dello jodel, il tipico canto tirolese, usato dalla Stefani per citare The Sound of Music (in italiano Tutti insieme appassionatamente). Nel brano è presente un sample della canzone di Julie Andrews The Lonely Goatherd.

## Video musicale
Il video, girato da Sophie Muller, è ispirato al film Tutti insieme appassionatamente, con Gwen Stefani che cita Julie Andrews e il corpo di ballo (le quattro Harajuku Girls e tre ballerini) che interpreta i bimbi Von Trapp: la cantante è vestita con una mantella da suora, canta sopra una collina verde The Lonely Goatherd, cuce le tende per farne vestiti, dirige il coro, si trova col corpo di ballo su un grande letto durante un temporale, suona la chitarra con i bambini e si appoggia il palmo della mano sulla testa. Oltre a questi riferimenti, il video è percorso dall'elemento visivo della chiave usata per "ricaricare" ("wind up", appunto) i ballerini come bambole meccaniche, come decorazione scenografica, in versione gigante al posto della chitarra e magicamente estratta dalla bocca in un'interpretazione del mago Harry Houdini.

## Tracce
North American 12" Vinyl Single
1. Wind It Up - 3:10
2. Wind It Up (Original Neptunes Mix) - 3:07
3. Wind It Up (Instrumental) - 3:11

UK/Europe 12" Vinyl Single
1. Wind It Up - 3:10
2. Wind It Up (Original Neptunes Mix) - 3:07
3. Wind It Up (Instrumental) - 3:11
4. Wind It Up (Original Neptunes Instrumental) - 3:08

Enhanced CD Single
1. Wind It Up - 3:10
2. Wind It Up (Original Neptunes Mix) - 3:07
3. Wind It Up (Instrumental) - 3:11
4. Wind It Up (Video) - 3:15

## Classifiche
| Classifica(2006)                         | Posizione più alta |
| ---------------------------------------- | ------------------ |
| Austria                                  | 18                 |
| Canada                                   | 18                 |
| Europa                                   | 4                  |
| Finlandia                                | 6                  |
| Italia                                   | 6                  |
| Nuova Zelanda                            | 1                  |
| Svizzera                                 | 14                 |
| Turchia                                  | 3                  |
| Regno Unito                              | 3                  |
| U.S. Billboard Hot 100                   | 6                  |
| U.S. Billboard Pop 100                   | 7                  |
| U.S. Billboard Hot Dance Music/Club Play | 5                  |
| U.S. Billboard Top 40 Mainstream         | 18                 |

| Classifica(2007) | Posizione più alta |
| ---------------- | ------------------ |
| Australia        | 5                  |
| Belgio           | 8                  |
| Paesi Bassi      | 4                  |
| Francia          | 12                 |
| Germania         | 21                 |
| America Latina   | 37                 |
| Norvegia         | 7                  |
| Svezia           | 19                 |